# Johann Gottlieb Dietrich
Johann Gottlieb Dietrich, Szinnyeinél Dietrich János Teofil (Nagyszeben, 1770. augusztus 20. – Szerdahely, 1833. március 22.) evangélikus lelkész.
1792-ben a göttingeni egyetemen tanult. Hazájába visszatérve, tanár és azután lelkész lett Nagyszebenben; 1805 novemberében Szerdahely választotta meg lelkészének.
Műve: De matheseos in gentibus antiquissimis origine dissertatio. Cibinii, 1799.